# STX그린로지스
주식회사 STX그린로지스 (영어: STX Greenlogis Corp.)는 해운과 물류 기업이다. 

## 연혁
- 1976년 12월: 쌍용중기 주식회사 설립
- 1978년 12월: 공장 준공
- 1980년 10월: 디젤 엔진 전문생산업체 선정, 쌍용중공업으로 상호변경
- 1988년 11월: 특수용 엔진 전용 공장 설립
- 1989년 5월: 엔진 기술 연구소 설립
- 1990년 9월: 기업 공개
- 2000년 12월 15일: 최대주주변동 쌍용양회공업(주)->한누리투자증권(주)
- 2001년 1월 2일: 쌍용그룹으로부터의 계열분리
- 2001년 5월 1일: 상호변경 쌍용중공업->(주)STX
- 2001년 5월 25일: 단순분할 주식회사 ENPACO(현, STX메탈)
- 2001년 12월: 대동조선(주)(현,케이조선(주)) 인수
- 2002년 11월 23일: 산단열병합발전(주) 인수
- 2005년 10월 25일: (주)포스 합병(소규모합병)
- 2006년 10월: STX(대련)조선유한공사 투자 결정
- 2006년 10월: 마다가스카르 암바토비 니켈광 개발사업 참여 결정
- 2007년 1월: 해외전환사채 전환
- 2007년 3월: STX Middle East Inc. 설립 투자
- 2008년 3월 21일: 대표이사 변경: 강덕수, 홍경진 -> 강덕수, 이종철
- 2010년 3월 26일: 대표이사 변경: 강덕수,이종철 -> 강덕수,이종철,김대유
- 2011년 3월 25일: 대표이사 변경: 강덕수,이종철,김대유 -> 강덕수,이종철,김대유,추성엽
- 2011년 4월 1일: STX마린서비스(주) 물적분할
- 2016년 1월 16일: 서충일 대표, 삼성 장충기에게 "형님"이라 부르며 대표 연임을 청탁하는 문자를 보냄
- 2016년 3월 31일: 서충일 대표, 1년 연임
- 2023년 9월 1일: (주)STX그린로지스 설립

## 같이 보기
- STX그룹
- 대한해운
- 흥아해운
- STX중공업
- 삼성중공업
- 팬오션